# سيفوكسيتين
سيفوكسيتين Cefoxitin هو مضاد حيوي من السيفاميسينات مطور من قبل شركة ميرك وشركاه، يصنف في كثير من الأحيان مع الجيل الثاني من السيفالوسبورين. يباع تحت العلامة التجارية اسم Mefoxin.
يعتبر مضاد حيوي من مجموعة سيفالوسبورين الجيل الثاني، له تأثير مضاد ضد الجراثيم موجبة الغرام (gram positive) مثل العنقوديات(Staphylococcaceae)، ومضاد ضد بعض الجراثيم سلبية الغرام (gram negative) . ويتميز عن بقية سيفالوسبورينات الجيل الثاني بأنه يغطي الجراثيم اللاهوائية (Anaerobic) (تنمو في ظروف خالية من الأكسجين) مثل العصوانية الهشة(Bacteroides fragile.)

## علم الأحياء الدقيقة
سيفوكسيتين يعمل عن طريق التداخل مع تخليق جدار الخلية. طيف فعاليتها يشمل مجموعة واسعة من سلبيات الغرام وإيجابيات الغرام بما في ذلك اللاهوائيات . يعد غير فعال في الزجاج لمعظم سلالات الزائفة الزنجارية Pseudomonas aeruginosa والمكورات المعوية enterococci والعديد من سلالات المذرقية الأمعائية Enterobacter cloacae. المكورات العنقودية المقاومة لل ميثيسيلين / أوكساسيلين ينبغي النظر إلى مقاومة سيفوكسيتين.
ويعتبر السيفوكسيتين من مثبطات البيتا لاكتاماز القوية، مثل مضادات حيوية أخرى معينة (مثل الإميبينيم).

## طيف الفعالية البكتيرية
سيفوكسيتين لديه مجموعة واسعة من النشاط واستخدم في علاج الجلد والعظام والجهاز التنفسي والتهابات المسالك البولية. وتشمل البكتيريا الحساسة بعض  المكورات العنقودية، المكورات المعوية، العقديات ، وغيرها. وفيما يلي البيانات تمثل قابلية MIC لبضع الكائنات الحية الدقيقة الهامة طبيا.
- الإشريكية القولونية : 0.2 ميكروغرام / مل - 64 ميكروغرام / مل
- المستدمية النزلية : 0.5 ميكروغرام / مل - 12.5 ميكروغرام / مل
- العقدية الرئوية : 0.2 ميكروغرام / مل - 1 ميكروغرام / مل

## الاشكال الدوائية
مسحوق للحل (للحقن): 1 غم، 2 غم، 10 غم محلول معد مسبقاً الحقن: 1 غم في 50 مل، 2 غم في 50 مل

## التخليق

تخليق السيفوكسيتين 1:

## الاستعمال الطبي
يستخدم في علاج أنواع مختلفة من العدوى البكتيرية، خاصة التي تسببها العصويات المعوية مثل الإشريكية قولونية، كليبسيلا والمتقلبة، أو البكتيريا اللاهوائية، مثل: الالتهابات التي تسببها البكتيريا المسببة للتآكل التهابات أو عدوى الجهاز التنفسي، التهابات العظام والمفاصل، التهابات المسالك البولية، التهابات الأعضاء التناسلية، والإنتانمية(وجود جراثيم في الدم). العدوى داخل البطن (تصيب الأعضاء في البطن)، العدوى المختلطة (العدوى التي يسببها أكثر من نوع واحد من الجراثيم) ويستخدم للوقاية من الإصابة بالالتهاب في المرضى الذين يخضعون لعمليات جراحية.

## الأعراض الجانبية
العرض الجانبي الأكثر شيوعاً: إسهال

## الاحتياطات
- فئة السلامة أثناء الحمل: ""بي""؛ لم تظهر الدراسات الحالية أضراراً على الجنين، يجب استشارة الطبيب قبل أخذ العلاج في حال كانت المريضة حامل أو تخطط للحمل.
- الرضاعة: يُفرز العلاج (بكميات ضئيلة) في حليب الأم المرضع، لذا يجب استشارة الطبيب في حال كانت المريضة مرضعاً.
- يجب اخبار الطبيب المعالج في حال وجود اعتلالات أو أمراض في الكلى، فقد تحتاج بعض الحالات إلى اجراءات احتياطية خاصة أو جرعات معدلة.
- في حال وجود حساسية البنسيلين عند المريض، فيجب إخبار الطبيب قبل البدء بالعلاج.
- تناول المضادات الحيوية لفترات طويلة قد يسبب الإصابة بمرض إضافي (إعادة الإصابة بالعدوى بإدخال كائنات من نفس النوع الذي يسبب المرض الموجود)، والذي قد لا يستجيب للعلاج القديم. التوقف عن تناول العلاج قبل انتهاء الفترة التي يحددها الطبيب يزيد من احتمال معاودة العدوى للظهور وتطويرها لمقاومة للعلاج (لا تعود تستجيب للعلاج).[7]